# Cimetière des chardons
Le Thistle Dump Cemetery, High Wood (Cimetière des chardons, Longueval) est un cimetière militaire de la Première Guerre mondiale, situé sur le territoire de la commune de Longueval, dans le département de la Somme, au nord-est d'Amiens.

## Localisation
Ce cimetière militaire est situé à 1 km à l'ouest du village, au lieu-dit Vallée de Bazincourt, près de la D 20 en direction de Contalmaison. Implanté à environ 200 m de la chaussée, il est accessisible par un chemin agricole.

## Histoire
Le secteur a été le théâtre des combats de la bataille de la Somme jusqu'à ce qu'il soit conquis par la 47e division (Londres) le 15 septembre 1916. Il a été perdu lors de l'avance allemande d'avril 1918, mais repris définitivement en août suivant.

Ce cimetière Thistle Dump a été commencé en août 1916 et utilisé comme cimetière de première ligne jusqu'en février 1917. Il a ensuite été agrandi après l'armistice. Il y a maintenant 195 militaires du Commonwealth de la Première Guerre mondiale enterrés ou commémorés dans le cimetière dont 59 des sépultures ne sont pas identifiées. Le cimetière contient également sept sépultures de guerre allemandes, soldat tous non identifiés.

## Caractéristique
Ce cimetière a un plan carré de 30 m de côté.

Il est entouré d'un mur de briques.

## Galerie

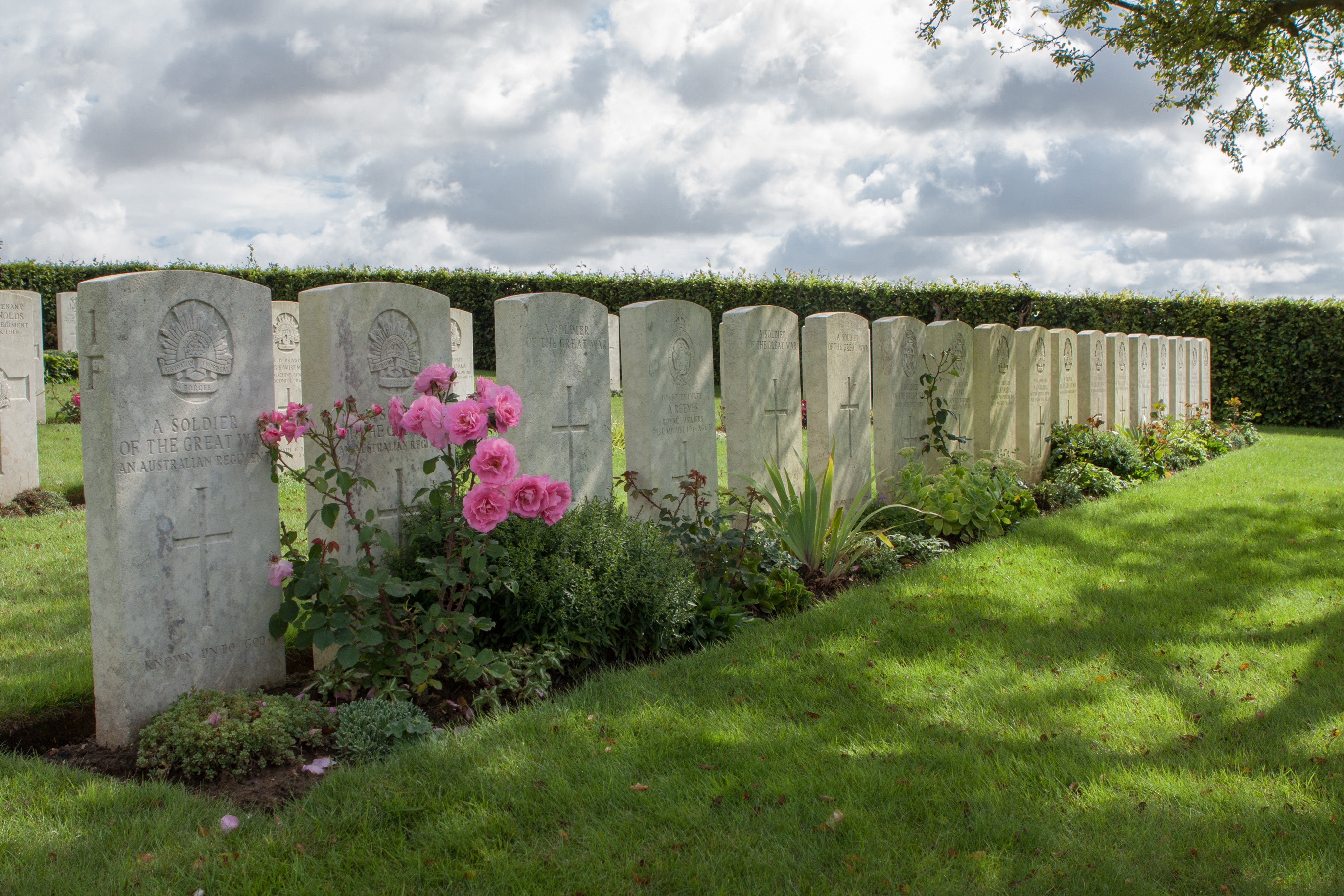
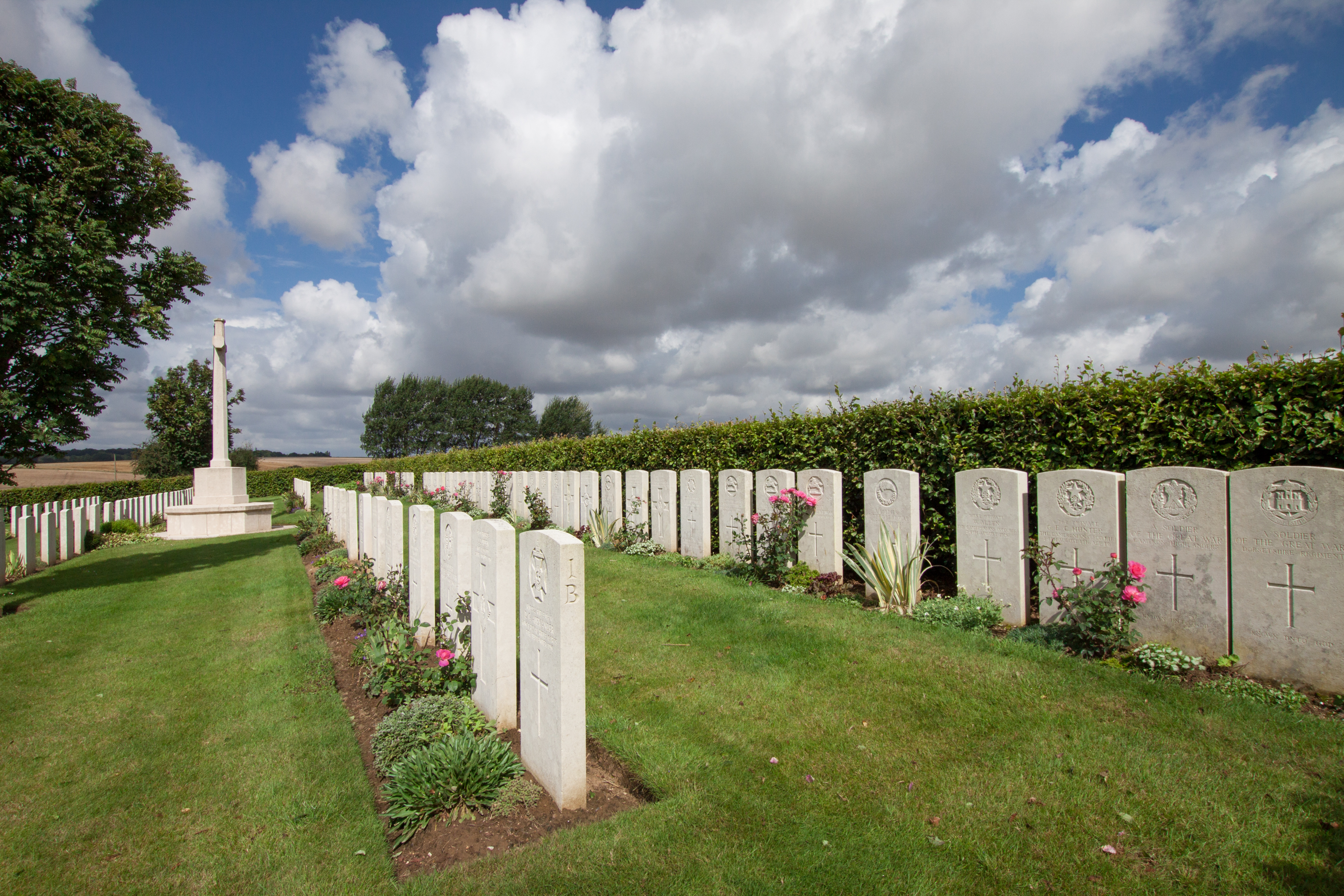
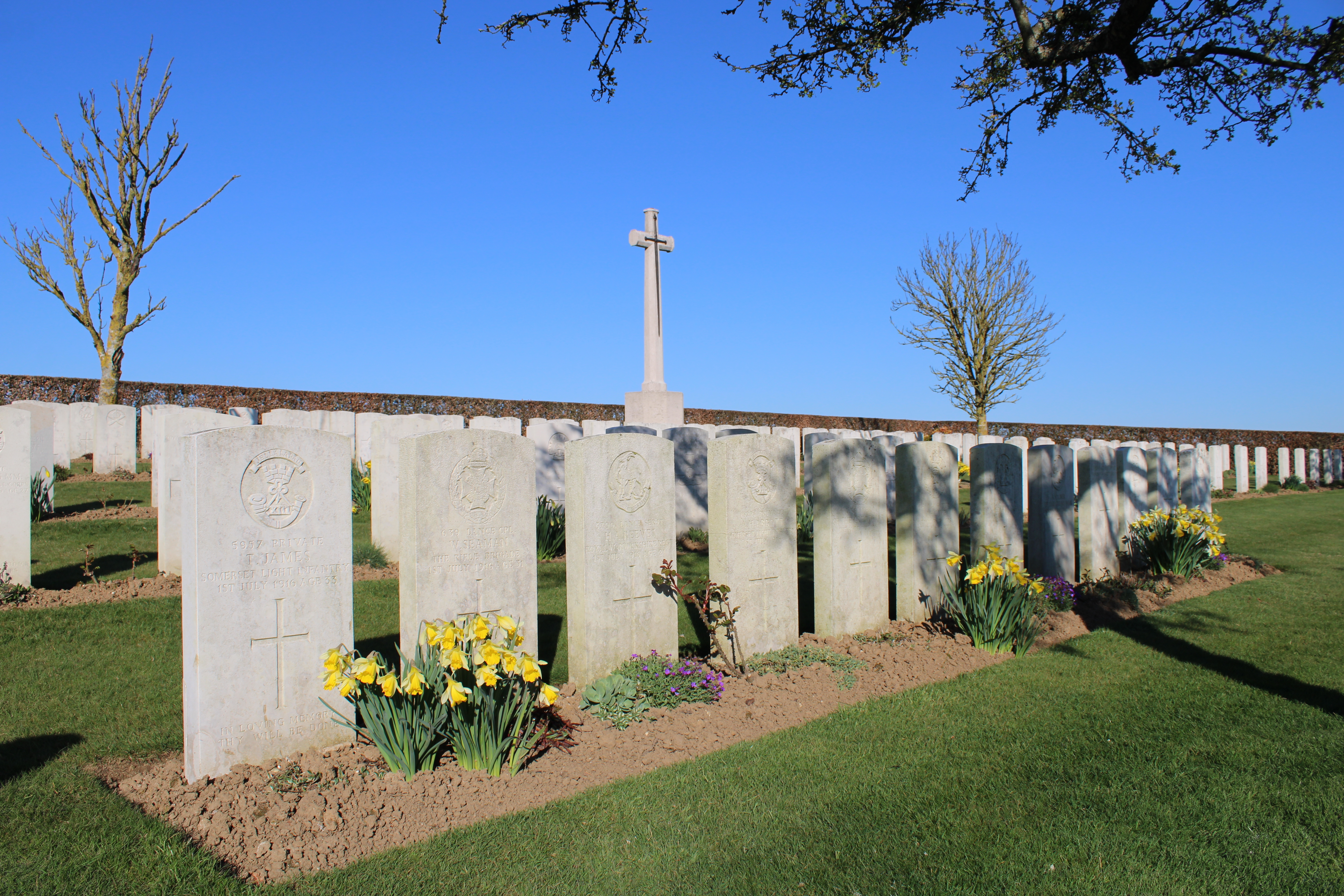
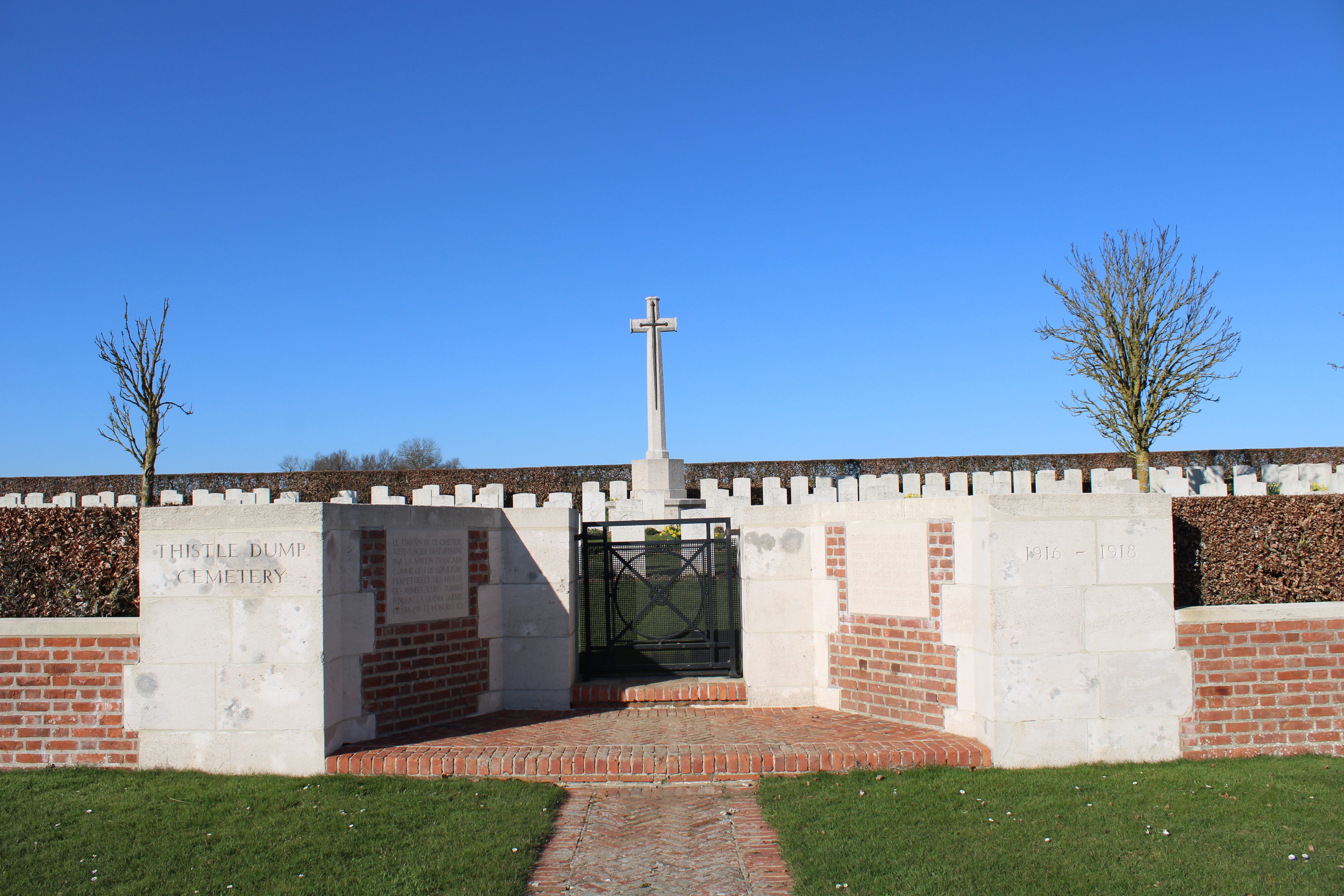
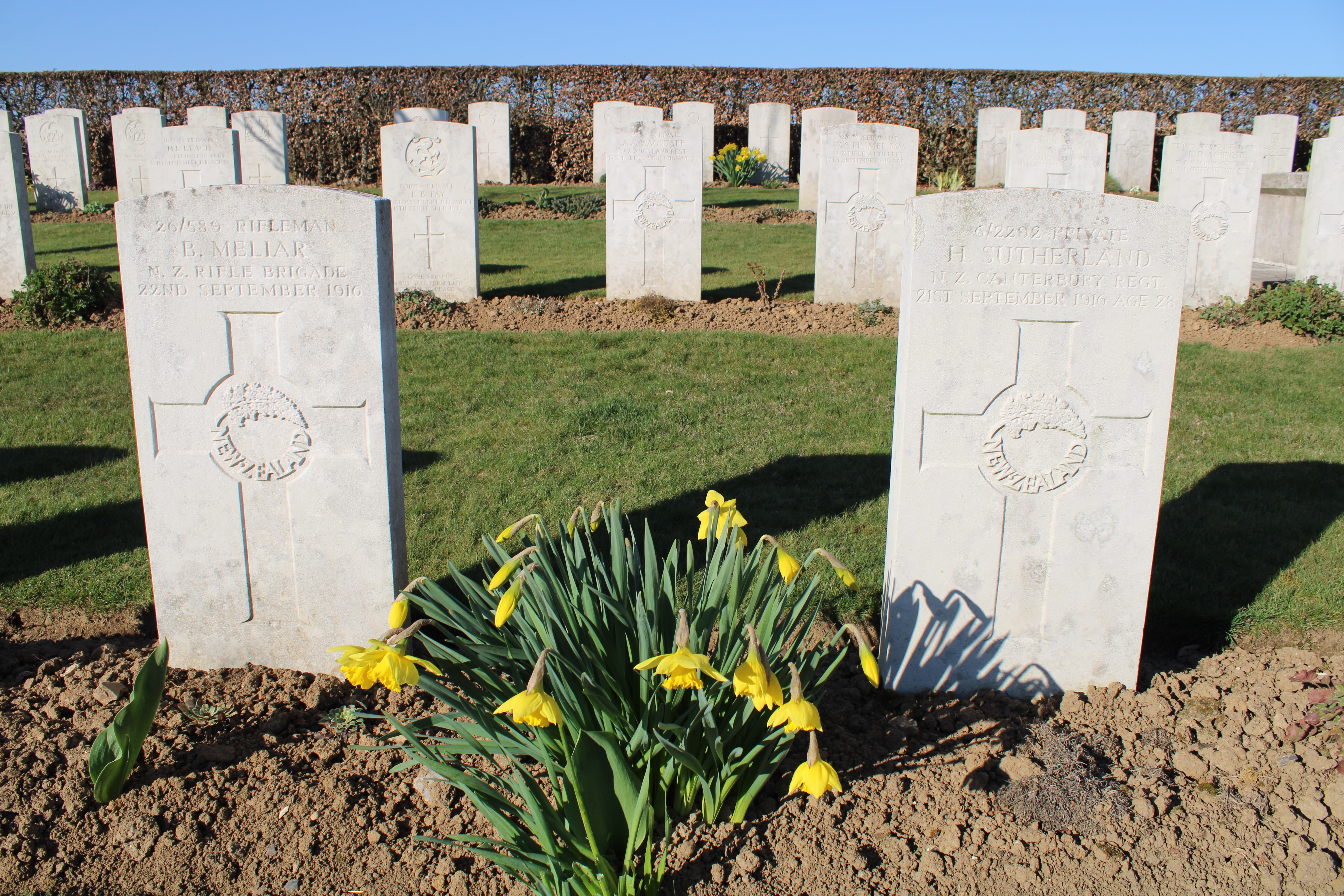

## Sépultures
| Pays             | Sépultures |
| ---------------- | ---------- |
| Royaume-Uni      | 123        |
| Australie        | 36         |
| Nouvelle-Zélande | 37         |
| Allemagne        | 7          |
| Total            | 202        |